# A Day in the Life
«A Day in the Life» (укр. День із життя) — пісня британського рок-гурту «Бітлз», що вийшла як фінальний трек їхнього альбому Sgt. Pepper's Lonely Hearts Club Band 1967 року. Авторство належить Леннону – Маккартні: куплети написав здебільшого Джон Леннон, Пол Маккартні більше працював над середньою частиною пісні. «A Day in the Life» вважають одним із найкращих і найважливіших творів в історії популярної музики.
Лірика Леннона переважно була натхненна тогочасними газетними статтями, в тому числі репортажем про смерть Тари Брауна — спадкоємця броварні Guinness. Композицію складають два уривки оркестрових гліссандо, які були частково імпровізовані в стилі авангард. У середній частині пісні Маккартні згадує свої юні роки із поїздками на автобусі, курінням та навчанням. Після другого крецендо пісня закінчується стійким акордом, який грають на декількох клавішних і який звучить довше сорока секунд. 
Відома відсилка до наркотиків у рядку «Я б хотів вас закрутити/збудити [наркотично]» (англ. I'd love to turn you on) призвела до того, що пісню спочатку заборонили на радіо BBC. Фінальний акорд — один із найвідоміших в історії музики. Пісня надихнула на створення Deep Note, рекламного джинґлу кінокомпанії THX. Джефф Бек, Баррі Гібб, The Fall та Phish — серед виконавців, які переспівували пісню. 

## Передісторія
Джон Леннон написав мелодію та більшу частину тексту куплетів «A Day in the Life» в середині січня 1967 року. Незабаром після цього він представив пісню Полу Маккартні, який написав середній куплет. В інтерв'ю 1970 року Леннон розказав про їхню співпрацю над піснею: 
|  | Ми з Полом безумовно працювали разом, особливо над «A Day in the Life»… Як ми і працювали над багатьма піснями: ти пишеш хороший шматочок, частину, яка далася легко, наприклад «Я прочитав сьогоднішні новини» або будь-що інше. Потім, коли ти застряг або стало трохи напряжно, ти не продовжуєш — а просто зупиняєшся. Тоді ми зустрічаємося один із одним, я співаю половину пісні — і він надихається написати наступну частину і навпаки. Пол трохи соромився цього, бо, думаю, він вважав, що це вже гарна пісня… Ми писали її в його кімнаті з фортепіано. Він спитався: «Нам треба це робити?» — «Так, давайте зробимо». Оригінальний текст (англ.) Paul and I were definitely working together, especially on "A Day in the Life" ... The way we wrote a lot of the time: you'd write the good bit, the part that was easy, like "I read the news today" or whatever it was, then when you got stuck or whenever it got hard, instead of carrying on, you just drop it; then we would meet each other, and I would sing half, and he would be inspired to write the next bit and vice versa. He was a bit shy about it because I think he thought it's already a good song ... So we were doing it in his room with the piano. He said "Should we do this?" "Yeah, let's do that." |

За словами автора Ієна Макдональда, «A Day in the Life» сильно пронизана відкриттями, які Леннон зробив під впливом ЛСД, в тому плані, що пісня «стосувалася „реальності“ лише тією мірою, якою можна її побачити здебільшого під впливом ЛСД». Маккартні, який довго відмовляв Леннону та Джорджу Гаррісону приєднатися до них та Рінго Старра у спробі ЛСД, вперше спробував його наприкінці 1966 року. Цей досвід сприяв готовності «Бітлз» експериментувати над Sgt. Pepper і тому, що Леннон та Маккартні повернулися до рівня співпраці, якого не було вже декілька років. 

## Текст пісні

### Тара Браун
Музичний критик Тім Райлі каже, що в «A Day in the Life» Леннон використовує той самий ліричний прийом, представлений у «Strawberry Fields Forever»: коли текст вільної форми надає більшу свободу вираження і створює «надприродний спокій». За словами Леннона, до написання перших двох куплетів його підштовхнула звістка про смерть Тара Брауна, 21-річного спадкоємця броварні Guinness, який розбився у своєму автомобілі 18 грудня 1966 року. Браун був другом Леннона та Маккартні, він спонукав Маккартні до його першого досвіду з ЛСД. Леннон написав куплети пісні, беручи за основу статтю з газети «Daily Mail» від 17 січня 1967 року, в якій йдеться про постанову щодо опіки над двома маленькими дітьми Брауна.
Коли Леннон і Маккартні дописували пісню у Пола вдома на півночі Лондона, вони застосовували підхід, який автор Говард Соунз уподібнює до методу нарізок, популяризованого Вільямом Барроузом. «Я не скопіював аварію», — сказав Леннон. «І Тарі не розшибло мозок, але це було в моїй уяві, коли я писав куплет. Деталі аварії у пісні — непомічені світлофори та натовп, який зібрався навколо, — так само були видумкою». Маккартні так розказував про текст пісні: «Куплет про політичного діяча, якому розшибло мозок, ми писали разом. Він стосувався Тари Брауна, спадкоємця Guinness, я тоді не міг повірити у цей випадок. Але однозначно те, що, коли ми писали куплет, я не думав про Тару у своїй голові. У голові Джона це могло бути так. У своїй голові я уявляв політика, який закидувався наркотиками, зупинився на світлофорі і не помітив, що світло змінилося. Фраза „розшибло мозок“ була суто посиланням на наркотики, нічого спільного з автомобільною катастрофою». 

### «4000 дірок»
Леннон написав останній куплет пісні, натхненний інформаційною заміткою від Far & Near у тому самому випуску газети Daily Mail від 17 січня, який надихнув на перші два куплети. Під заголовком «Діри на наших дорогах» (англ. The holes in our roads) у стислій статті було зазначено: «На дорозі в Блекберні, Ланкашир, нарахували 4000 дірок — або 1/26 дірки на кожного мешканця згідно з останнім переписом. Якщо рахувати Блекберн як типове місто, то на дорогах Британії є два мільйони дірок, а в Лондоні — 300 тисяч». 

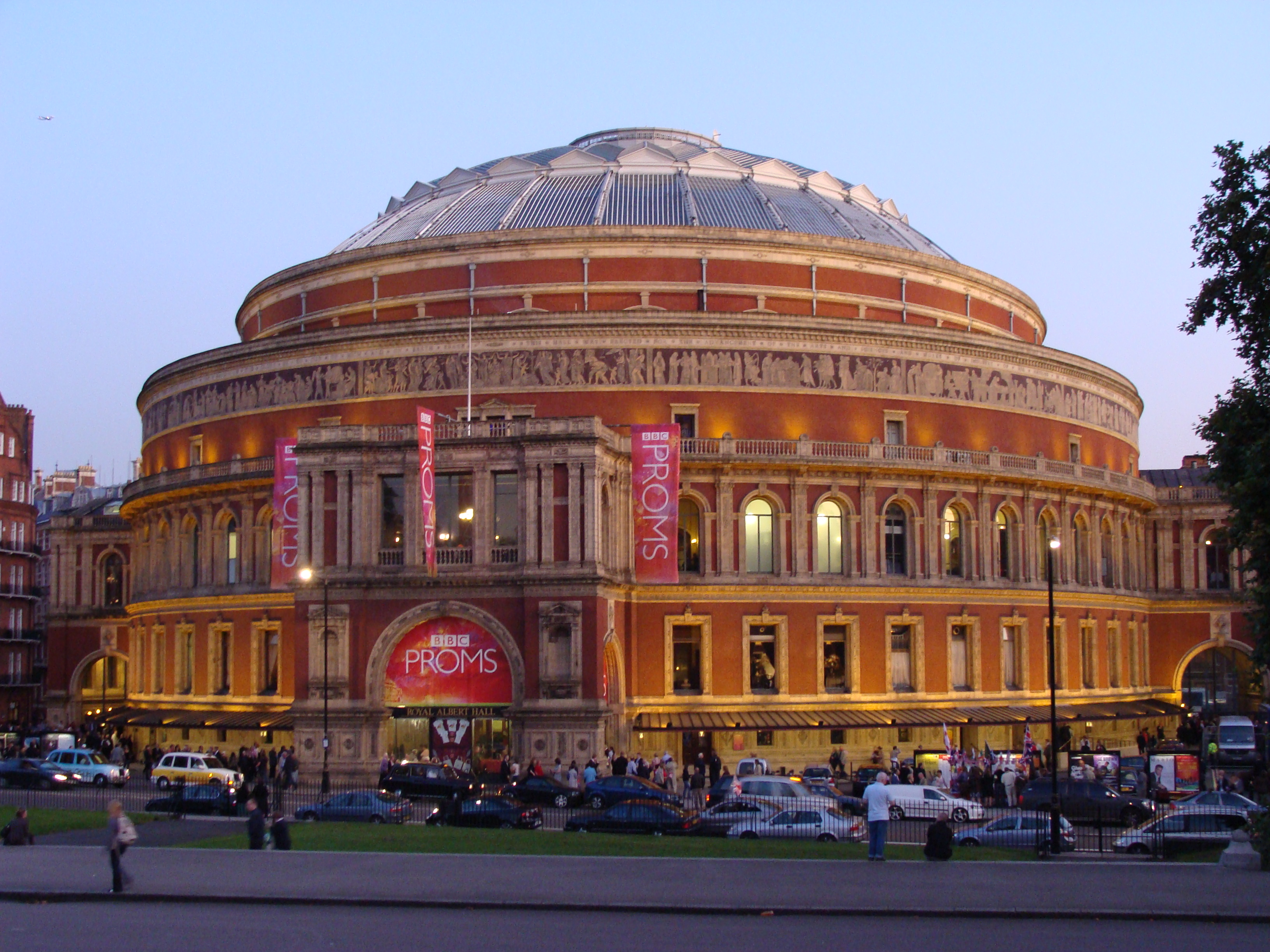
У своїх куплетах Леннон згадує Королівський Альберт-хол, символ Лондона Вікторіанської епохи та місце проведення концертів= зазвичай класичної музики

Ця історія була продана Daily Mail Роном Кеннеді з агенції Star News у Блекберні. Кеннеді помітив розповідь Lancashire Evening Telegraph про перекопування дороги і в телефонному дзвінку до місцевої влади дізнався про середню кількість дірок на дорозі. У Леннона були проблеми зі словами фінального куплету: він не знав, як з'єднати «Тепер вони знають, скільки дірок потрібно» (англ. Now they know how many holes it takes to) та «Альберт-хол». Його друг Террі Доран запропонував, щоб діри «заповнили» (англ. fill) Альберт-хол, і врешті-решт такий текст в був використаний. 

### Відсилка до куріння маріхуани
Маккартні так казав про рядок «I'd love to turn you on» (укр. Я б хотів вас закрутити/збудити [наркотично]), який завершує обидва куплети: «Це був час тім-лірівського „Turn on, tune in, drop out“, і ми написали: „I'd love to turn you on“. Джон і я переглянулися розуміючим поглядом: „А-а-ага, це пісня про наркотики. Ти це знаєш, правда?» Джордж Мартін, продюсер «Бітлз», прокоментував, що він завжди підозрював, що цей рядок — відсилка до наркотиків, згадуючи, як бітли «зникали, щоб трохи затягнутися», імовірно, марихуаною, але не перед ним. Пізніше  Маккартні згадував: «Коли [Мартін] знімав телепрограму про [альбом] Pepper, він запитав мене: „Ти знаєш, що саме спричинило Pepper?“ Я сказав: „Одним словом, Джордж, наркотики. Трава“. А Джордж сказав: „Ні, ні. Але ви ж не були під нею весь час“. „Так, ми були“. Sgt. Pepper був альбомом під наркотиками». 

### Інші відсилки
Автор Ніл Сінярд пов’язував рядок третього куплету «The English Army had just won the war» (укр. Англійська армія щойно виграла війну) із роллю Леннона у фільмі «Як я виграв війну», яку він грав протягом вересня та жовтня 1966 року. Сінярд казав: «Важко думати [про цей куплет], не пов'язуючи його із фільмом Річарда Лестера».
Брідж-частина «A Day in the Life», яку написав Маккартні, була короткою фортепіанною п'єсою, над якою він працював окремо, із текстом про людину, яка прокидається зранку, збирається на роботу і засинає в автобусі. Маккартні написав цей текст як примхливий спогад про свої юні роки, коли він їздив на автобусі № 82 до школи, курив та ходив на уроки. Ця тема — молодості бітлів на півночі Англії — збігається із піснями «Penny Lane» (вулиця в Ліверпулі) та «Strawberry Fields Forever» (дитячий будинок за домом Леннона), які теж були написані для альбому, але їх випустили окремо як подвійний сингл.

## Музична структура та створення

### Основна доріжка
«Бітлз» почали записувати пісню з робочою назвою «У житті...» (англ. In the Life of …) на другій студії EMI 19 січня 1967 року. Аранжування на репетиції було наступне: Леннон на фортепіано, Маккартні на органі Гаммонда, Харрісон на акустичній гітарі і Старр на конґа. Тоді гурт записав чотири варіанти ритму треку, внаслідок чого Леннон перейшов на акустичну гітару, Маккартні на фортепіано, а Харрісон на маракаси. 
Як зв’язок між кінцем другого куплету та початком куплету Маккартні гурт зіграв 24-тактовий брідж — і спочатку «бітли» не знали, як його заповнити. Після сесії 19 січня перехід складався з простого повторюваного фортепіанного акорду та голосу асистента Мела Еванса, який рахував такти. Голос Еванса звучав із поступово зростаючою луною. 24-тактовий брідж закінчувався дзвіном будильника, який увімкнув Еванс. Хоча первісний намір полягав у тому, щоб замінити дзвін будильника пізніше, він доповнив куплет Маккартні — який починався рядком «Woke up, fell out of bed» (укр. Прокинувся, випав з ліжка), — тому було вирішено зберегти звук. Другий перехід іде після заключного рядка Маккартні «I went into a dream» (укр. Я заснув). Цей перехід складається з вокального «а-а-а», який підсилює ефект засинання та переходить у фінальний куплет пісні. 
Трек був доопрацьований реміксуванням та додаванням нових партій 20 січня та 3 лютого. Під час останньої сесії Маккартні та Старр знову записали свої партії на бас-гітарі та барабанах відповідно. Пізніше Старр прокоментував свою партію і застосований до неї підхід: «Я намагаюся стати інструментом; граю настрій пісні. Наприклад, „Чотири тисячі дірок у Блекберні, Ланкашир“ — бум-бада-бум. Я намагаюсь це показати, цей розчаровуючий настрій». Як і в пісні «Rain» 1966 року, музичний журналіст Бен Едмондс визнає в грі Старра повноцінне співпереживання ліриці Леннона. За описом Едмондса, барабани на «A Day in the Life» «виходять за рамки часу, щоб втілити психоделічний дріфт — таємничий, дивовижний, не втрачаючий з уваги своєї ритмічної ролі».

### Оркестр

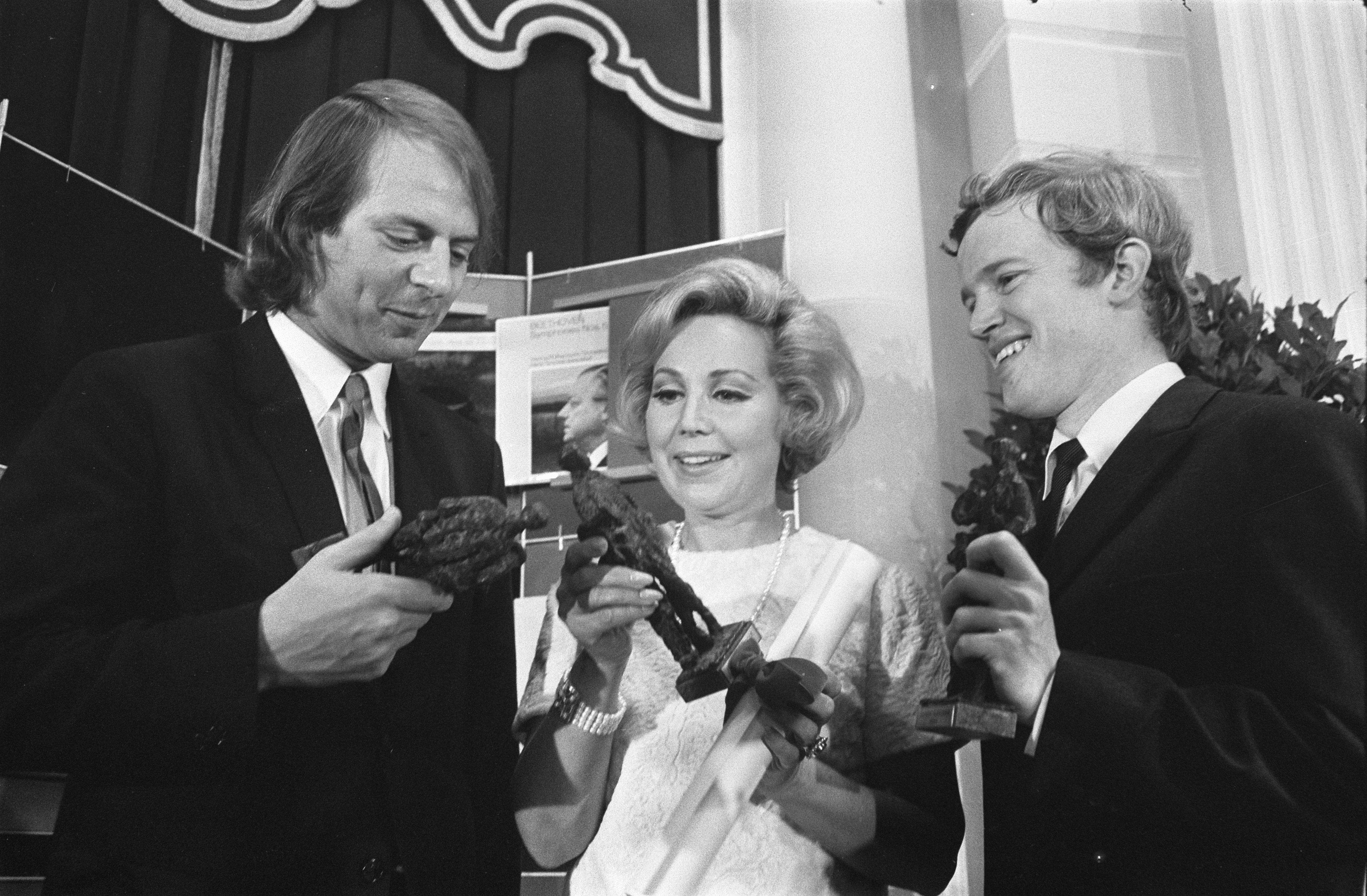
Оркестрові сегменти пісні відображають вплив авангардних композиторів, таких як Карлгайнц Штокгаузен (зліва, на церемонії нагородження в Амстердамі в жовтні 1969 року).

Маккартні спочатку хотів оркестр із 90 музикантів, але це виявилося неможливим. Натомість цей напівімпровізований сегмент записали декілька разів на окремий чотирисмуговий магнітофон і потім звели чотири різні записи в єдиний масивний крещендо. Результат був успішний; в остаточній версії пісні оркестровий брідж репризується після фінального куплету.  
The Beatles прийняли оркестр у стилі гепенінгів 1960-х із гостями, серед яких були Мік Джаггер, Маріанна Фейтфулл, Кіт Річардс, Браян Джонс, Донован, Патті Бойд, Майкл Несміт і члени психоделічного дизайн-колективу The Fool. Під наглядом Тоні Брамвелла з проєкту NEMS Enterprises цю подію зазняли для окремого телевізійного шоу, яке так і не вийшло. Зберігаючи прагнення «бітлів» до експериментів і авангарду, гравців оркестру попросили вдягнути офіційні костюми, а потім — елемент маскарадного костюму, який сильно контрастував із офіційним. Вийшло так, що різні музиканти носили будь-що від підроблених носів до наліпних сосків. Мартін згадував, як головний скрипаль грав із вдягнутою лапою горили, а фаготист грав із повітряною кулею, прив’язаною до кінця його інструменту.

## Учасники запису
| «Бітлз» - Джон Леннон — основний вокал (куплети), акустична гітара, фортепіано (заключний акорд) - Пол Маккартні — основний вокал (середня вісімка), фортепіано (заключний акорд), бас-гітара - Джордж Гаррісон — маракаси - Рінго Старр — барабани, конґа, фортепіано (заключний акорд) Сесійні музиканти - Мал Еванс — будильник, лічильник, фортепіано (заключний акорд) - Джордж Мартін — оркестрове аранжування, фісгармонія (заключний акорд) - Еріх Грюнберг, Гранвілл Джонс, Білл Монро, Юрген Гесс, Ганс Гейгер, Д. Бредлі, Ліонель Бентлі, Девід Маккаллум, Дональд Вікс, Генрі Даттінер, Сідні Сакс, Ернест Скотт, Карлос Вілла — скрипка | - Джон Андервуд, Гвінна Едвардс, Бернард Девіс, Джон Мек — альт - Франциско Габарро, Денніс Вігай, Алан Дельзіель, Алекс Ніфосі — віолончель - Кіріл Мак Артер, Гордон Пірс — контрабас - Джон Марсон — арфа - Роджер Лорд — гобой - Василь Чайков, Джек Браймер — кларнет - Н. Фоссет, Альфред Уотерс — фагот - Кліффорд Севілья, Девід Сандеман — флейта - Алан Цивіл, Ніл Сандерс — валторна - Девід Мейсон, Монті Монтгомері, Гарольд Джексон — труба - Реймонд Браун, Реймонд Премру, Т. Мур — тромбон - Майкл Барнс — туба - Трістан Фрай — тимпан - Марійка Когер — бубен |